# Caponia braunsi
Caponia braunsi är en spindelart som beskrevs av William Frederick Purcell 1904. Caponia braunsi ingår i släktet Caponia och familjen Caponiidae. Inga underarter finns listade.